# Bupleurum gibraltarium

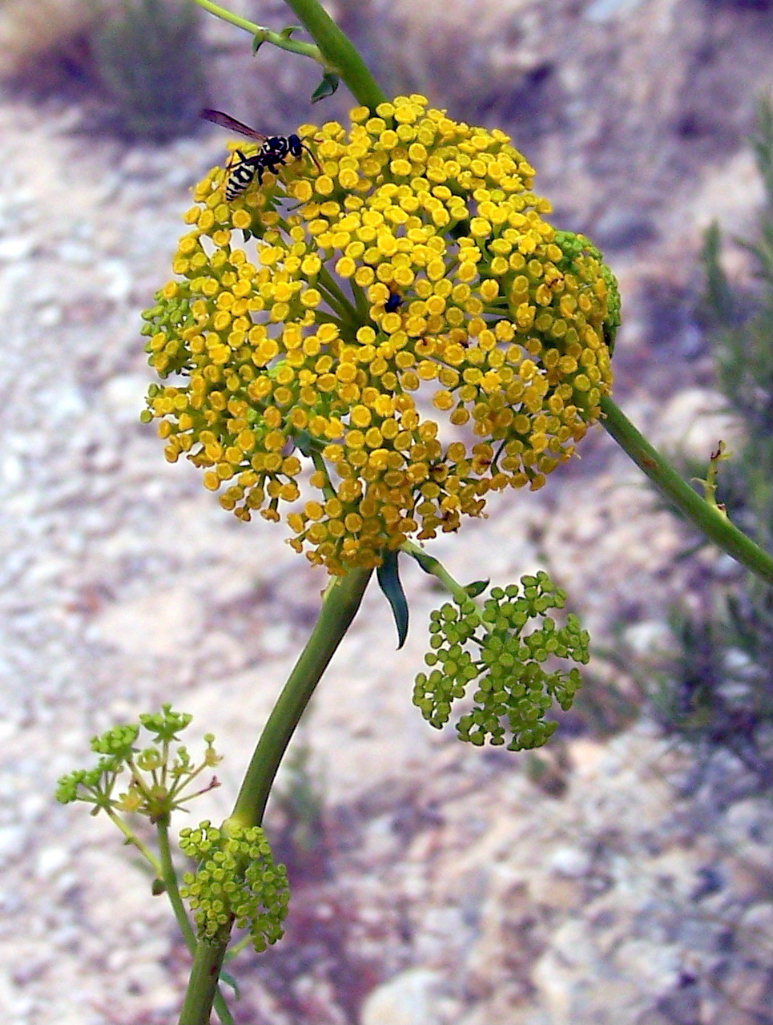
Umbel·la

Bupleurum gibraltarium és una espècie de planta de la família de les Apiàcies que es distribueix pel nord-oest d'Àfrica i Espanya. És un arbust perenne que es troba sobre sòls calcaris a llocs rocosos, d'ambient solejat de subhumit a àrid. No s'ha establert encara si el nom d'aquesta espècie està acceptat o es considera un sinònim d'una altra espècie.